# Институт виноградарства и виноделия имени В. Е. Таирова
Национальный научный центр «Институт виноградарства и виноделия имени В. Е. Таирова» Национальной академии аграрных наук Украины, ранее «Винодельческая станция русских виноградарей и виноделов», «Украинский научно-исследовательский институт виноградарства и виноделия им. В. Е. Таирова». С 2003 года, согласно Указу Президента Украины от 21 ноября 2003 года № 1329/2003, ныне действующее официальное наименование учреждения было определено, как Национальный научный центр «Институт виноградарства и виноделия имени В. Е. Таирова». Это научно-исследовательское учреждение расположено в пригороде Одессы, и специализируется на различных аспектах виноградарства и виноделия.

## История создания и становления института
История Национального научного центра «Институт виноградарства и виноделия имени В. Е. Таирова» берёт своё начало с полемики между с филлоксерными комитетами и будущим основателем «Винодельческой станции русских виноградарей и виноделов» Василием Егоровичем Таировым проводимую на страницах журнала «Вестник виноделия» во второй половине 90 годов 19 века. В частности В. Е. Таирову принадлежит следующая мысль: «В развитии опытного дела лежит всегда залог мощи земледельческой страны, ибо знание, добытое опытом, дает богатства и избавит ее от зависимого положения».
Василий Егорович считал, что мало было доказать и убедить, например, что прививка на американских подвоях приём более перспективный, чем полное уничтожение корнесобственного виноградника (единственный на то время радикальный способ борьбы с филлоксерой) — необходимо было посоветовать виноградарю, какой подвой является оптимальным в конкретных условиях, как прививать, как организовать борьбу с вредителями и болезнями и так далее.
Так, касаемо виноделия, по мнению Таирова В. Е., было совершенно недостаточно установить меры борьбы с фальсификацией вин только лишь в законодательном поле. Параллельно с этими запретительными мероприятиями необходимо было установить не только конкретный состав вин данной местности, но и разработать технологические приёмы прямо способствующие его (состава вина) достижению, а также способы контроля за их (приёмами) исполнением. Другими словами только в конкретных условиях необходимо было ставить научные опыты, испытывать, изучать, анализировать получившиеся результаты для последующего создания авторитетных практических рекомендаций.
В окончательном виде предложение о создании научно-исследовательского учреждения по вопросам виноградарства и виноделия с конкретным планом административно-хозяйственного устройства и собственно планом первых научно-исследовательских работ В. Е. Таиров представил в одном из последних номеров журнала «Вестник виноделия» за 1899 г. в статье «Помогите!». По сути это было обращение ко всем виноградарям и виноделам, ко «всем друзьям отечественного виноградарства» оказать посильную помощь для учреждения опытной станции. В. Е. Таиров также просил о помощи и официальные власти Российской империи, однако всерьёз на какую-либо существенную помощь со стороны государства, не рассчитывал. А потому в основу создания нового научно-исследовательского учреждения В. Е. Таиров положил общественную инициативу: «Дабы страна процветала и благосостояние проникло во все ее углы необходимо, чтобы на помощь правительственным мероприятиям приходила и местная широкая инициатива, нужно всем тесно сплотиться и предпринять что-нибудь в интересах общих — себе на пользу и отечеству на благо».
Группа ученых и общественных деятелей, которые разделяли точку зрения В. Е. Таирова о необходимости создания в стране научно-исследовательского учреждения по вопросам виноградарства и виноделия, выразили готовность быть учредителями такого заведения. На страницах журнала «Вестник виноделия» были опубликованы имена этих первых учредителей станции и призыв ко «всем друзьям отечественного виноградарства» быть активными участниками в деле создания «Винодельческой станции русских виноградарей и виноделов». Станция организовывалась под девизом: «В единении — сила. Косность — враг прогресса. Aide-toi, dieu t’aiderа» (На Бога надейся, а сам не плошай).
Эта инициатива В. Е. Таирова была встречена с пониманием среди виноградарей и виноделов, а потому нашла поддержку и у средств массовой информации. Только за один 1900 год — первый, после обращения об организации Винодельческой станции, стать участниками-учредителями такой станции выразили желание около 500 виноградарей, виноторговцев, различные фирмы и учреждения. Однако потребовалось пять лет по пропаганде, разъяснению задач и планов будущей станции, рассылки множества писем, прежде чем была собрана минимально необходимая сумма денег для начала работ по её реальному созданию. При этом серьёзную поддержку оказало Одесское городское общественное управление, которое бесплатно предоставило помещение в здании крытого рынка на Новом базаре. Определённые денежные средства выделили Министерство земледелия и государственных имуществ, некоторые земские, городские и общественные организации Одессы. И вот 5 февраля 1905 года состоялось скромное открытие «Винодельческой станции русских виноградарей и виноделов» — первого и единственного на то время научно-исследовательского учреждения по виноградарству и виноделию в Российской империи.
С первых дней своего существования малочисленный персонал станции развернул активную деятельность. Начали сбор и анализ местных вин и сусла для установления реальных норм химического состава. Такое исследование имело значение и для виноделия, и для борьбы с фальсификацией, так как давало твёрдые критерии для распознавания фальсификатов. Эта работа проводилась на протяжении ряда лет, её результаты были обобщены, систематизированы и опубликованы в 1915 г. в книге «Руководство к исследованию виноградных вин».
Постепенно станция становилась все более известной, а её деятельность получила одобрение, как со стороны виноградарей, так и со стороны правительства. Возникали новые вопросы, нередко требующие для своего решения постановки полноценных научных опытов. А потому со всей очевидностью вставал вопрос расширения станции, необходимости создания и укрепления её научно-исследовательской базы.
При непосредственном содействии Одесской городской управы помещения, которые, занимала станция в здании Крытого рынка на Новом базаре, были расширены до семи комнат, здесь же был организован первый небольшой винподвал.
Постепенно увеличивалась помощь и со стороны Министерства земледелия и государственных имуществ. Тем не менее данного объёма финансирования, для решения всех запланированных задач, по прежнему было недостаточно. Кроме того развитие опытного дела в виноградарстве тормозило отсутствие земельного участка где можно было бы заложить полноценные полевые опыты.
Осуществить эти замыслы помог (по словам В. Е. Таирова) «неоценимый подарок»: к 5-летию деятельности станции помещики A. M. Погорельский и Н. Э. Духновская подарили ей (станции как юридическому лицу) пять десятин земли (5,46 га) на берегу Сухого лимана по границе своих смежных владений. Это давало возможность руководству станции приступить к закладке опытного виноградника, а также начать строительство специализированных лабораторий, винподвала, прививочных мастерских. Таким образом, у В. Е. Таирова появилась возможность осуществить свой давний замысел — создать образцовое научно-исследовательское учреждение по виноградарству и виноделию. Остановка была за малым: имеющегося финансирования едва хватало на содержание станции в помещениях Нового базара, и как следствие этого ни о каком строительстве и расширении полевых опытов на подаренной помещиками земле речи быть не могло.

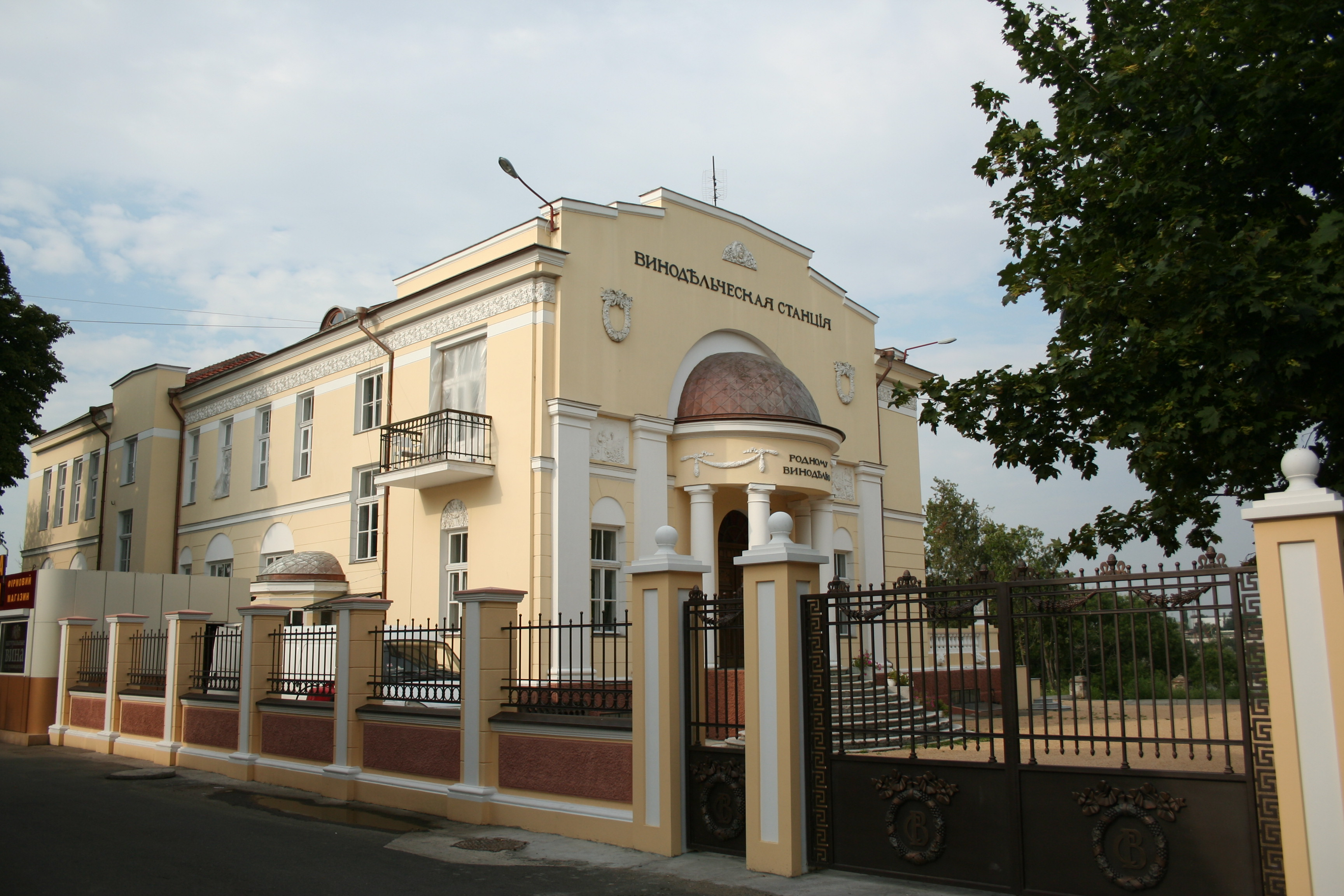
Внешний вид главного корпуса «Винодельческой станции русских виноградарей и виноделов» (наши дни) вид слева

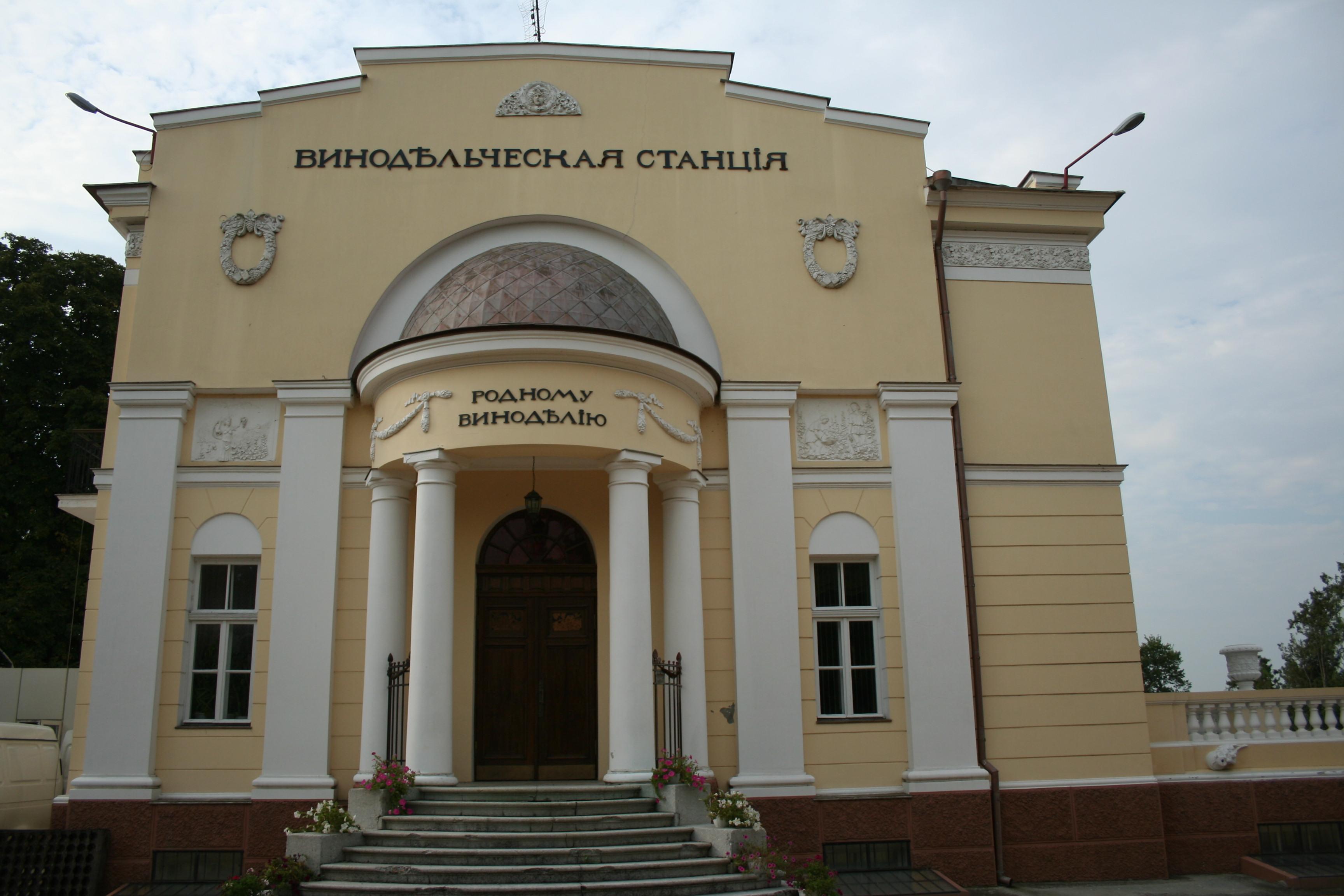
Внешний вид главного корпуса «Винодельческой станции русских виноградарей и виноделов» (наши дни) вид спереди

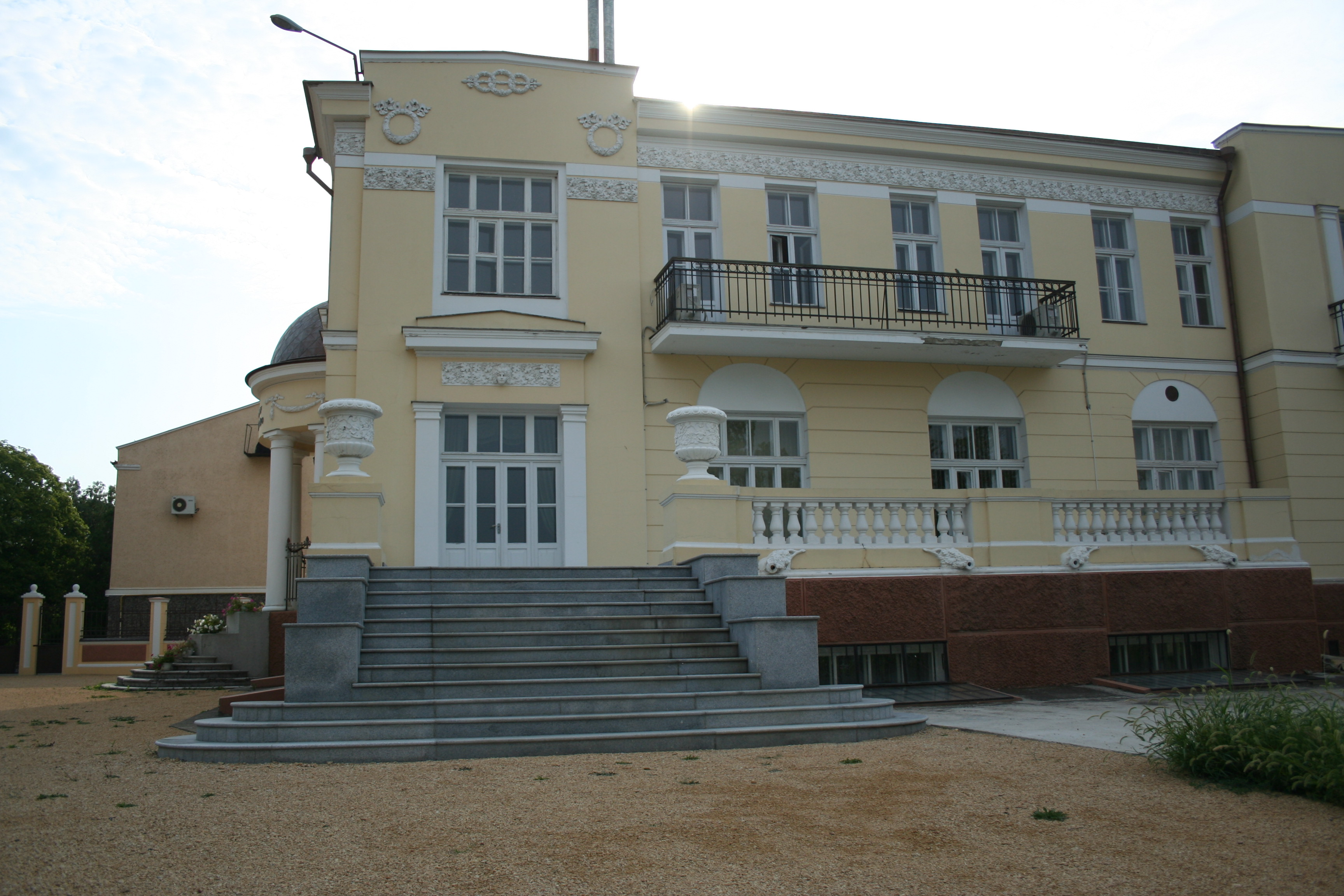
Внешний вид главного корпуса «Винодельческой станции русских виноградарей и виноделов» (наши дни) вид справа

А потому, по настоятельной инициативе В. Е. Таирова, Комитет станции принимает решение снова использовать уже проверенный метод — обращение с призывом ко всем «друзьям русского виноградарства и виноделия» для помощи в строительстве отдельного комплекса зданий для «Винодельческой станции русских виноградарей и виноделов». На собранные впоследствии таким образом деньги В. Е. Таиров приступает к такому строительству. Проект всех зданий был бесплатно разработан гражданским инженером С. В. Пановым. Он же осуществлял безвозмездный надзор за ходом строительства. Оценив значение выполненных на общественных началах работ, серьёзную финансовую поддержку впоследствии оказало и Министерство земледелия и государственных имуществ.
Строительство комплекса современных (по меркам того времени) зданий с автономным водоснабжением и электричеством было завершено к 1912 г. Станция состояла из трёхэтажного здания главного корпуса, отдельных квартир для её сотрудников, трёхэтажного винподвала с винодельней, здания прививочной мастерской с материальным складом и подвалом, одноэтажного здания квартир работников станции с прачечной и пищеблоком, ряда хозяйственных построек: конюшни, сарая для сельхозинвентаря, ледника, птичника.
Все сооружения были каменными, крытыми черепицей и располагались так, что образовывали четырёхугольный двор, в центре которого располагалась артезианская скважина с механизмами для подкачки воды. Все сооружения были построены в стиле ампир. Станция располагала благоустроенными лабораториями в главном корпусе, винподвалом.
Однако средств, на обустройство всех этих помещений мебелью, приобретения научного оборудования, химической посуды и прочего, не было, а начавшаяся Первая мировая война ещё более усугубила положение. Поэтому торжественное открытие новых научно-исследовательских помещений и начало в них полноценной работы запланированное на 17 августа 1914 г., позже неоднократно переносилось, а часть оборудования, заказанная в Европе, так и не была получена из-за начавшейся войны.
Неофициально работу в новых помещениях научные сотрудники начали, после скромных торжеств по случаю десятилетнего юбилея станции, в феврале 1915 года. В честь начала работ в новых помещениях станции на Сухом лимане В. Е. Таиров принёс в дар станции всю свою, накопленную за 30 лет, библиотеку специальной научной литературы на русском и иностранных языках, а также официально передал станции (как юридическому лицу) права на издание журнала «Вестник виноделия» и «Библиотеки Вестника виноделия».
Ещё до начала строительства комплекса зданий станции сотрудники начали закладку опытных виноградников. Виноградники станции занимали около 3 десятин (3,28 га) и располагались на небольшом западном склоне. Все виноградники были заложены на 12 кварталах, каждый из которых был шириной 60 м и длиной от 51 до 35 м в соответствии с топографией участка. При посадке винограда выдерживали расстояние между кустами 1,5 м, а между рядами 2 м при ориентировании рядов север — юг. На кварталах виноградника была высажена коллекция лучших аборигенных сортов Бессарабии, Грузии, Армении, Украины, Средней Азии — всего 129 сортонаименований, коллекция лучших гибридов прямых производителей из 19 наименований. Для изучения взаимовлияния подвоя и привоя были заложены испытательные участки из 19 привойно-подвойных комбинаций. Были высажены для изучения 10 подвойных сортов. Отдельные кварталы использовали под выращивание виноградной школки. К началу работы в новых помещениях станции опытные виноградники уже начали плодоносить.
Все сооружения станции располагались на вершине сравнительно крутого берега Сухого лимана. После завершения строительных работ решено было облагородить спуск к лиману. В начале 1913 года начались работы по сооружению террас. На террасах была высажена коллекция лучших столовых сортов. Кусты были выведены в наиболее интересных формировках, принятых в виноградарских странах. Таким образом, непосредственно рядом со станцией было создано живое наглядное учебное и демонстрационное пособие по виноградарству.
С этого времени деятельность станции значительно расширилась. Были установлены тесные связи с виноградарями России, упрочились контакты с иностранными учёными. Были заложены участки экспериментальных виноградников, где изучали поведение различных привойно-подвойных комбинаций, влияние способа обработки почвы на виноград. Здесь же происходило обучение крестъян-виноградовладельцев приёмам ухода за виноградом. При станции были открыты «Высшие курсы виноградарства и виноделия» по подготовке специалистов высшей квалификации. Станция уделяла большое внимание технологии получения уксусной и виннокаменной кислот, продолжала интенсивное изучение состава вин разведение и рассылку дрожжей чистой культуры.

## Официальные мероприятия посвящённые 100-летию со дня основания института
- 13 марта 2002 года Кабинетом Министров Украины за подписью Премьер-министра Украины Анатолия Кинаха было издано Распоряжение № 127-р «О создании Организационного комитета по подготовке и празднованию 100-летия со дня основания Института виноградарства и виноделия имени В. Е. Таирова». В состав Организационного комитета вошли представители различных министерств и ведомств Украины имеющих отношение к отрасли виноградарства и виноделия. От научных кругов в Оргкомитете были представлены: Зубец, Михаил Васильевич — президент Украинской академии аграрных наук и Власов, Вячеслав Всеволодович — директор Института виноградарства и виноделия имени В. Е. Таирова[7].
- 6 сентября 2005 года Национальным банком Украины была введена в оборот монета достоинством две гривны с такими техническими характеристиками: металл нейзильбер; масса 12.8 г; диаметр 31 мм; тираж 20000 штук. Выпуск данной монеты был посвящён 100-летию со дня основания Национального научного центра «Институт виноградарства и виноделия имени В. Е. Таирова»[8]. На официальном сайте Национального банка Украины про Институт виноградарства и виноделия имени В. Е. Таирова в частности сказано следующее: «…за годы существования которого достигнуты значительные результаты в развитии новых технологий выращивания и переработки винограда. Становление и деятельность этого научного учреждения тесно связаны с именем выдающегося ученого Василия Егоровича Таирова, который создал отечественную научную школу виноградарей и виноделов»[9].

## Современная научно-методическая работа института (по состоянию на 2006-2016 годы)
Институт сегодня — это научно-исследовательский центр по вопросам виноградарства, питомниководства и виноделия, который продолжает плодотворно развивать научные традиции, заложенные В. Е. Таировым и его соратниками, на современном научном уровне.
Научную деятельность обеспечивает коллектив, который насчитывает 99 сотрудников, из которых 63 учёных, в том числе 1 академик НААН, 6 докторов и 23 кандидатов наук, 1 докторант, 7 аспирантов. В составе института находятся 8 научных отделов, 8 лабораторий и 3 сектора. При институте работают докторантура и аспирантура по специальности 06.01.08 — «виноградарство».
Сегодня институт решает научные проблемы в таких направлениях виноградарства и виноделия:
- научное обоснование развития виноградарства и виноделия Украины на основе детальной оценки ампелоэкологических ресурсов[11][12];
- перевод виноградного питомниководства Украины на сертифицированную основу[13];
- улучшение сортимента и повышения генетического потенциала сортов и клонов винограда с высокими адаптивными качествами для производства конкурентоспособность способной винопродукции[14];
- разработка и внедрение энерго- и ресурсосберегающих экологически безопасных технологий выращивания винограда и виноградных саженцев[15];
- разработка и внедрение нового поколения машин для виноградарства и виноградного питомниководства;
- разработка новых марок вин из сортов винограда селекции института[16];
- разработка, оптимизация и использования методов био- и ДНК-технологий, в том числе исследования молекулярно-генетического полиморфизма винограда[17];
- экономические, маркетинговые и инновационные исследования[18].

К творческим наработкам института относятся методология составления кадастра виноградников, технология производства сертифицированного посадочного материала на клоновой безвирусной основе, конвейер столовых сортов винограда и другие.
С целью проведения научных исследований, апробации и внедрения научных разработок в производство институт имеет собственную сеть исследовательских хозяйств: Государственное предприятие «Опытное хозяйство «Таировское» Овидиопольского района Одесской области и Государственное предприятие «Опытное хозяйство имени А. В. Суворова» Болградского района, Одесской области.
В системе Национальной академии аграрных наук Украины Институт виноградарства и виноделия имени B. Е. Таирова является координатором программы научных исследований «Виноградарство», которая предусматривает проведение научных исследований по вопросам генетики, селекции и молекулярной генетики, экологии и агроклиматологии, биохимии и физиологии виноградного растения, разработки ДНК-технологий в области виноградарства, а также решения ряда теоретических и прикладных проблем фитопатологии.
Институт осуществляет значительный вклад в создание новых высокоадаптивных, стабильно продуктивных, высококачественных и высокотехнологичных сортов винограда. Так, селекционерами института выведено более 100 сортов винограда различного направления использования, из которых внесены в «Государственный реестр сортов растений, пригодных для распространения в Украине на 2017 год» — 31 сорт (20 столовых, 9 технических и 2 подвойных). Общая площадь насаждений винограда сортов селекции ННЦ «ИВиВ им. B. Е. Таирова» на сегодня «в Украине составляет более 10 тыс. га». Практические результаты последнего десятилетия отражены в пополнении «Государственного реестра сортов растений, пригодных для распространения в Украине на 2016 год» 12-ю новыми сортами, среди которых технические — «Загрей», «Ароматный», столовые — «Комета», «Таир», «Загадка», «Флора» и др., подвойного — «Добрыня».
За годы существования учреждения его учёными получено 53 патента на изобретения и полезные модели, разработаны технологи производства 30 наименований вин из сортов винограда собственной селекции, которые получили большое количество золотых, серебряных и бронзовых медалей на дегустационных конкурсах винодельческой продукции.
Большой практический вклад в повышение жизненных стандартов населения Украины вносят лаборатории института, аккредитованные в соответствии с требованиями ДСТУ ISO/IEC 17025:2006 (ISO/IEC 17025:2005) в области выявления генетически модифицированных организмов (ГМО), фитопатогенов винограда и испытания винограда, вин, виноматериалов и др. Это химико-аналитическая лаборатория отдела виноделия и лаборатория вирусологии и микробиологии отдела молекулярной генетики и фитопатологии.
Доброй традицией института является проведение Международных таировских чтений, посвящённых Дню рождения В. Е. Таирова — выдающегося учёного, основателя современного виноградарства в Украине. С 2008 года ежегодно в мае институт проводит фестиваль авторского вина «Живое вино Украины», а в конце лета — выставку-конкурс «Виноградный калейдоскоп» на лучшую виноградную гроздь.
При институте работает издательский центр, научная библиотека, фонды которой насчитывают более 100 000 изданий (в частности 2000 зарубежных и 910 раритетных), музей института, который осуществляет просветительскую и профориентационную работу.
Институтом издаётся межведомственный тематический научный сборник «Виноградарство и виноделие» и другая научно-методическая литература. Институт проводит консультационно-информационную деятельность в рамках многочисленных семинаров, курсов повышения квалификации, конференций и других мероприятий, консультации предоставляются также в индивидуальном порядке — предприятиям и физическим лицам.
В институте созданы и активно работают 16 совместных кафедр с ведущими высшими учебными заведениями Одессы. Многоплановая научная деятельность института, особенно в фундаментальных направлениях, не ограничивается только рамками Украины и проводится совместно с рядом известных научно-исследовательских институтов стран мира.

## Структурные подразделения и сеть опытно-производственных хозяйств института (по состоянию на 2017 год)
Структура института сформирована в соответствии с основными направлениями её деятельности и состоит из научных подразделений:
- Отдел виноградарства;
- Отдел виноделия;
- Отдел механизации;
- Отдел молекулярной генетики и фитопатологии;
- Отдел научных исследований по вопросам интеллектуальной собственности и маркетинга инноваций;
- Отдел питомниководства и размножения винограда;
- Отдел селекции, генетики и ампелографии;
- Отдел экологии винограда;
- Лаборатория агротехники и защиты растений;
- Лаборатория агрохимии;
- Лаборатория ампелоэкологичного картографирования;
- Лаборатория вирусологии и микробиологии;
- Лаборатория инновационной деятельности;
- Лаборатория клоновой селекции;
- Лаборатория технологии вина;
- Химико-аналитическая лаборатория;
- Сектор агроклиматологии;
- Сектор молекулярной генетики;
- Сектор экономики.

административно-управленческого отдела; отдела бухгалтерского учёта и отчётности; экспериментальной мастерской; вспомогательно-обслуживающего отдела.
Институту подчинены, как самостоятельные уставные субъекты с правами юридического лица:
- Государственное предприятие «Опытное хозяйство «Таировское» (Одесская область, Овидиопольский район, пгт. Таирово);
- Государственное предприятие «Опытное хозяйство имени А. В. Суворова» (Одесская область, Болградский район, с. Оксамитное).

## Награды, почётные звания и отличия института

### Государственные награды и отличия
- Почётная грамота Президиума Верховного Совета Украинской ССР (14 февраля 1980) .
- Почётная грамота Кабинета Министров Украины (17 августа 2005) — За многолетнюю плодотворную работу в области виноделия и виноградарства, весомый вклад в обеспечение развития аграрной науки, плодотворную научно-организационную деятельность[31]
- Грамота Верховной Рады Украины (28 августа 2015) — За заслуги перед Украинским народом[32]

### Другие награды и отличия
- Грамота Президиума Национальной академии аграрных наук Украины (31 мая 2010 года)
- Сертификат участника международного винного фестиваля в Болграде (10-11 ноября 2018 года)

### Иностранные награды и отличия
- Диплом лауреата премии EuroMarket от Исследовательского центра Европейского рынка (г. Брюссель, Бельгия 2004 года)

## Сотрудники, удостоенные государственных наград и званий в период их работы в институте
- Гульчак, Анатолий Борисович — директор Института виноградарства и виноделия имени В. Е. Таирова:
  - Заслуженный работник сельского хозяйства Украины (31 октября 1997 года) — За личный вклад в развитие аграрной науки, высокий профессионализм присвоить почётное звание «Заслуженный работник сельского хозяйства Украины»[33]
- Лянной, Александр Дмитриевич — заместитель директора Национального научного центра «Институт виноградарства и виноделия имени В. Е. Таирова» по научной работе:
  - Почётная грамота Кабинета Министров Украины (30 марта 2004 года) — За весомый личный вклад в обеспечение развития аграрной науки и внедрение её достижений в производство наградить «Почётной грамотой Кабинета Министров Украины» с вручением памятного знака[34]
  - Орден «За заслуги» III степени (20 января 2006 года) — За весомый личный вклад в социально-экономическое, научное и культурное развитие Одесской области, значительные достижения в профессиональной деятельности, многолетний добросовестный труд и по случаю Дня Соборности Украины[35]
- Власов, Вячеслав Всеволодович — директор Национального научного центра «Институт виноградарства и виноделия имени В. Е. Таирова»:
  - Заслуженный работник сельского хозяйства Украины (18 августа 2006 года) — За значительный личный вклад в социально-экономическое, культурное развитие Украинского государства, весомые трудовые достижения и по случаю 15-й годовщины независимости Украины[36]
  - Орден «За заслуги» III степени (13 ноября 2007 года) — За весомый личный вклад в развитие агропромышленного комплекса Украины, достижение высоких показателей в производстве сельскохозяйственной продукции, многолетний добросовестный труд и по случаю Дня работников сельского хозяйства[37]
  - Юбилейная медаль «20 лет независимости Украины» (19 августа 2011 года) — За значительный личный вклад в социально-экономическое, научно-техническое и культурно-образовательное развитие Украинского государства, весомые трудовые достижения и многолетний добросовестный труд[38]
  - Государственная премия Украины в области науки и техники (11 октября 2016 года) — Присудить Государственную премию Украины в области науки и техники 2015 года за работу «Система сертифицированного виноградного питомниководства Украины»[20]
- Джабурия, Людмила Викторовна — учёный секретарь Национального научного центра «Институт виноградарства и виноделия имени В. Е. Таирова»:
  - Орден княгини Ольги III степени (30 ноября 2009 года) — За значительный личный вклад в социально-экономическое, научно-техническое и культурное развитие Украины, весомые достижения в трудовой деятельности, многолетний добросовестный труд и по случаю годовщины подтверждения всеукраинским референдумом 1 декабря 1991 Акта провозглашения независимости Украины[39]
  - Государственная премия Украины в области науки и техники (11 октября 2016 года) — Присудить Государственную премию Украины в области науки и техники 2015 года за работу «Система сертифицированного виноградного питомниководства Украины»[20]
- Тулаева, Майя Ивановна — заведующая отделом Национального научного центра «Институт виноградарства и виноделия имени В. Е. Таирова»:
  - Медаль «За труд и доблесть» (24 февраля 2010 года) — За весомый личный вклад в государственное строительство, социально-экономическое, научно-техническое и культурное развитие области, плодотворную общественно-политическую, благотворительную деятельность и по случаю годовщины основания Одесской области[40]
  - Государственная премия Украины в области науки и техники (11 октября 2016 года) — Присудить Государственную премию Украины в области науки и техники 2015 года за работу «Система сертифицированного виноградного питомниководства Украины»[20]
- Мулюкина, Нина Анатольевна — заместитель директора Национального научного центра «Институт виноградарства и виноделия имени В. Е. Таирова»:
  - Заслуженный деятель науки и техники Украины (22 января 2016 года) — За значительный личный вклад в государственное строительство, социально-экономическое, научно-техническое, культурно-образовательное развитие Украинского государства, дело консолидации украинского общества, многолетний добросовестный труд[41]
  - Государственная премия Украины в области науки и техники (11 октября 2016 года) — Присудить Государственную премию Украины в области науки и техники 2015 года за работу «Система сертифицированного виноградного питомниководства Украины»[20]
- Зеленянская, Наталья Николаевна — заведующая отделом Национального научного центра «Институт виноградарства и виноделия имени В. Е. Таирова»:
  - Государственная премия Украины в области науки и техники (11 октября 2016 года) — Присудить Государственную премию Украины в области науки и техники 2015 года за работу «Система сертифицированного виноградного питомниководства Украины»[20]
- Ковалёва, Ирина Анатольевна — директор Национального научного центра «Институт виноградарства и виноделия имени В. Е. Таирова»:
  - Государственная премия Украины в области науки и техники (11 октября 2016 года) — Присудить Государственную премию Украины в области науки и техники 2015 года за работу «Система сертифицированного виноградного питомниководства Украины»[20]
- Конуп, Людмила Александровна — заведующая лабораторией Национального научного центра «Институт виноградарства и виноделия имени В. Е. Таирова»:
  - Государственная премия Украины в области науки и техники (11 октября 2016 года) — Присудить Государственную премию Украины в области науки и техники 2015 года за работу «Система сертифицированного виноградного питомниководства Украины»[20]
- Чисников, Виталий Степанович — заведующий лабораторией Национального научного центра «Институт виноградарства и виноделия имени В. Е. Таирова»:
  - Государственная премия Украины в области науки и техники (11 октября 2016 года) — Присудить Государственную премию Украины в области науки и техники 2015 года за работу «Система сертифицированного виноградного питомниководства Украины»[20]
- Герус, Людмила Васильевна — старший научный сотрудник Национального научного центра «Институт виноградарства и виноделия имени В. Е. Таирова»:
  - Государственная премия Украины в области науки и техники (11 октября 2016 года) — Присудить Государственную премию Украины в области науки и техники 2015 года за работу «Система сертифицированного виноградного питомниководства Украины»[20]